# Föreningen Stockholms Företagsminnen

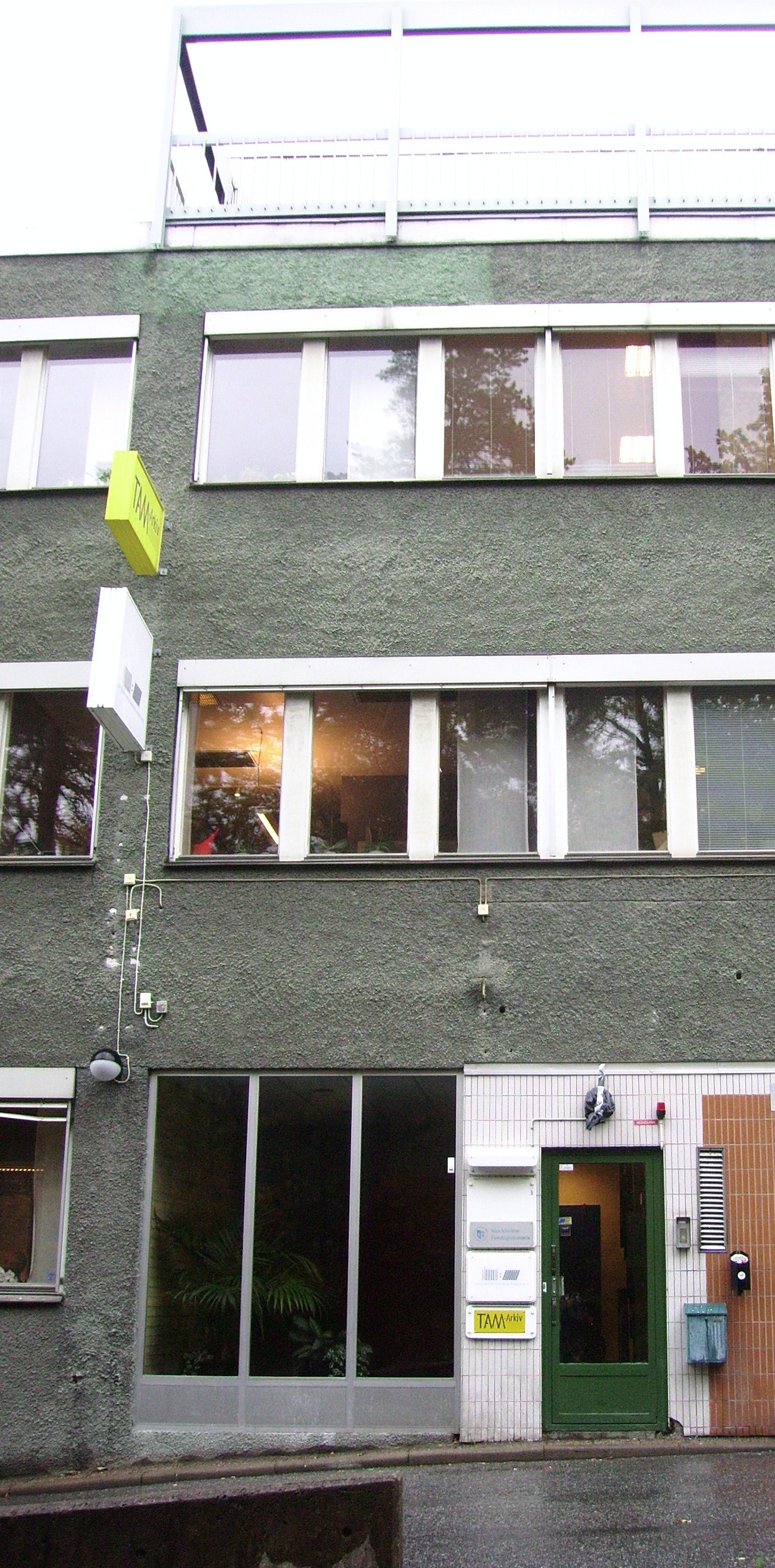
Föreningen lokaler på Grindstuvägen 48-50 i Bromma.

Föreningen Stockholms Företagsminnen är en regional förening för främjandet av Stockholms näringslivshistoria. Föreningen grundades 2005 och övertog vid starten namnet från den närstående organisationen Centrum för Näringslivshistoria, som fram till dess burit namnet Föreningen Stockholms Företagsminnen sedan sitt grundande 1974.
Stockholms Företagsminnens uppdrag är i första hand att förvalta herrelösa arkiv från upphörda Stockholmsföretag på uppdrag av Stockholms stad, men viss bokutgivning m.m. förekommer även. Föreningen har ingen egen personal eller lokal utan delar dessa med Centrum för Näringslivshistoria.